# Пальмагра сіроголова
Пальмагра сіроголова (Phaenicophilus poliocephalus) — вид горобцеподібних птахів родини Phaenicophilidae.

## Поширення
Вид поширений на острові Гаїті. Трапляється на південному півострові Республіки Гаїті та на прилеглих островах Ваш, Гранд-Каєміт та Гонаве. У Домініканській Республіці птах зрідка трапляється на північному та південному схилах хребта Сьєрра-де-Баоруко та на південній частині Лома-де-Торо та Ойо-де-Пелемпіто.

## Опис
Тіло завдовжки 17-18 сантиметрів. Верхня частина тіла оливково-зелена, за винятком сірих верху голови та шиї. Сірою є також нижня частина тіла. Морда та лоб чорні. Між оком та дзьобом є біла пляма. Від нижньої частини щік через горло проходить біла смуга.

## Спосіб життя
Птах мешкає у лісах різноманітних типів. Живиться комахами, яких шукає на землі або у підліску.